# 下溪镇 (马边县)
下溪镇，原为下溪乡，是中华人民共和国四川省乐山市马边彝族自治县下辖的一个乡镇级行政单位。2020年5月，撤销镇江庙乡，将其所属行政区域划归下溪镇管辖。下溪镇龙沱沟村、珍珠桥村所属行政区域为劳动镇的行政区域。

## 行政区划
下溪镇下辖以下地区：
共和街社区、观音岩村、大池塘村、龙沱沟村、珍珠桥村、鱼仓山村、孙家山村和金马村。